# Torna (comitat)
 (signalé en août 2025).
Si vous disposez d'ouvrages ou d'articles de référence ou si vous connaissez des sites web de qualité traitant du thème abordé ici, merci de compléter l'article en donnant les références utiles à sa vérifiabilité et en les liant à la section « Notes et références ».
- Archive Wikiwix
- Bing
- Cairn
- DuckDuckGo
- E. Universalis
- Gallica
- Google
- G. Books
- G. News
- G. Scholar
- Persée
- Qwant
- (zh) Baidu
- (ru) Yandex
- (wd) trouver des œuvres sur Wikidata

Torna (Torna vármegye ; allemand : Komitat Tornau ; latin : comitatus Tornemsis ; slovaque : Turnianska župa) est un ancien comitat du Royaume de Hongrie qui exista du milieu du XIIIe siècle à 1881, date de sa fusion avec le comitat d'Abaúj pour former le comitat d'Abaúj-Torna. Son ancien territoire est de nos jours partagé entre la Slovaquie et la Hongrie.

## Histoire
Ce comitat, l'un des premiers de Hongrie, est issu du comitat forestier de Torna qui fut séparé du comitat d'Újvár au XIIIe siècle. Il est progressivement réduit à un petit territoire autour de la Torna. Son chef-lieu était Torna, aujourd'hui Turňa nad Bodvou en Slovaquie.
La décision de mettre fin à l'indépendance de ce comitat, petit en superficie et en population, avec des difficultés à maintenir son administration, a été soulevée à plusieurs reprises, notamment au XVIIIe siècle, avec comme solution la plus évidente de le fusionner avec le comté voisin d'Abaúj. Cela fut fait une première fois (1785-1790) lors des réformes administratives de Joseph II, une deuxième fois (1850-1860) sous le gouvernement très centralisateur du système de Bach, après la révolution hongroise de 1848, et une dernière fois en 1881, ratifié par le Parlement hongrois, pour former le comitat d'Abaúj-Torna.

## Galerie

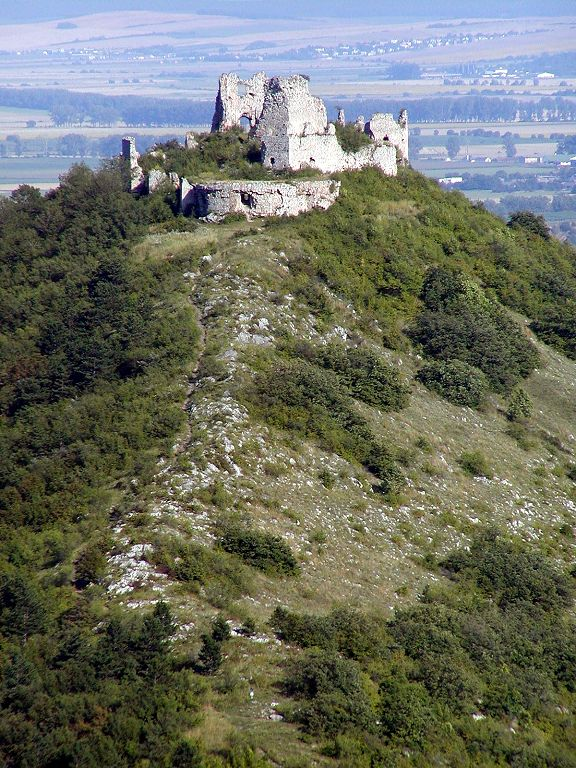
Ruines du château de Torna
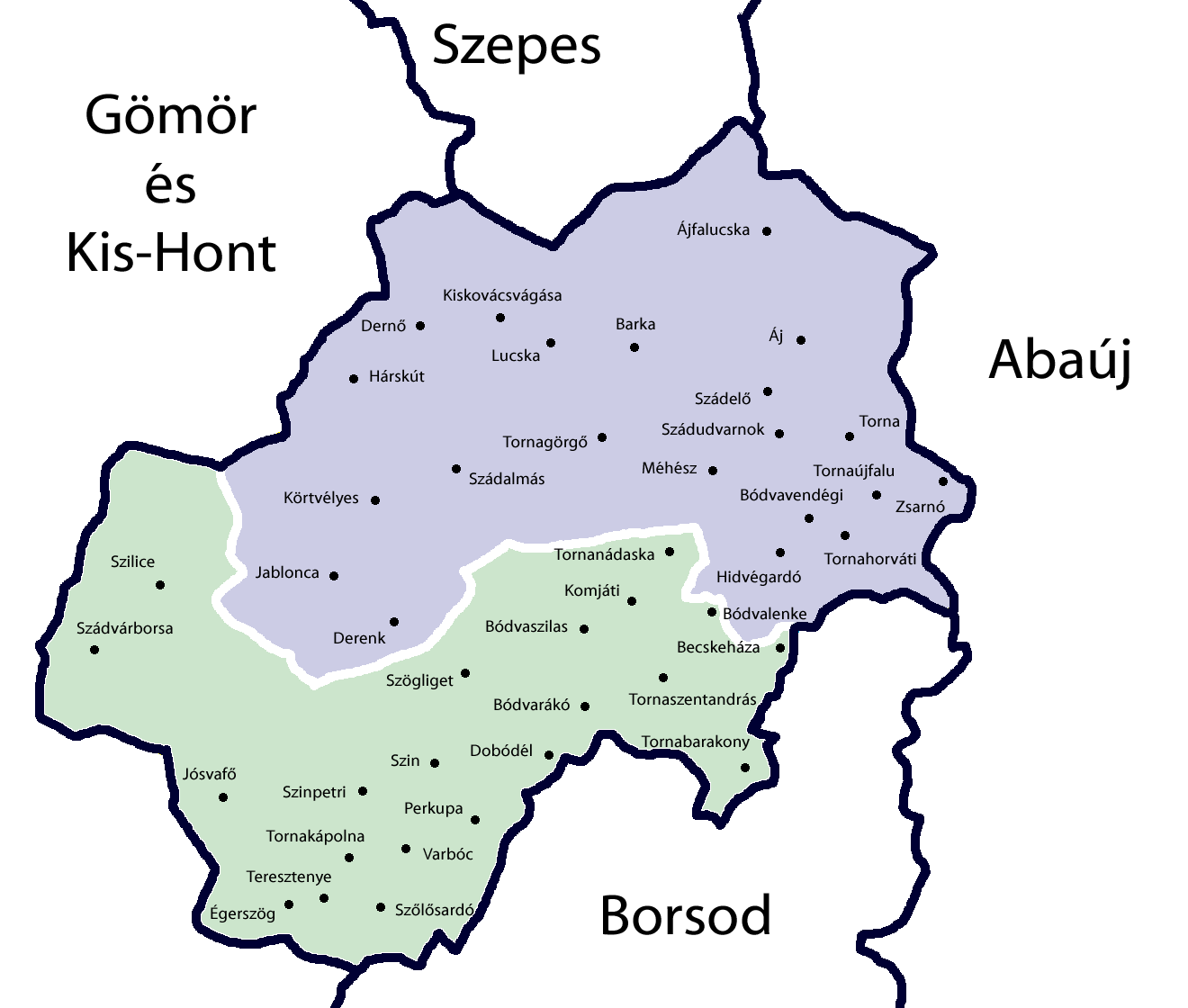
Torna en 1873 avec ses deux districts
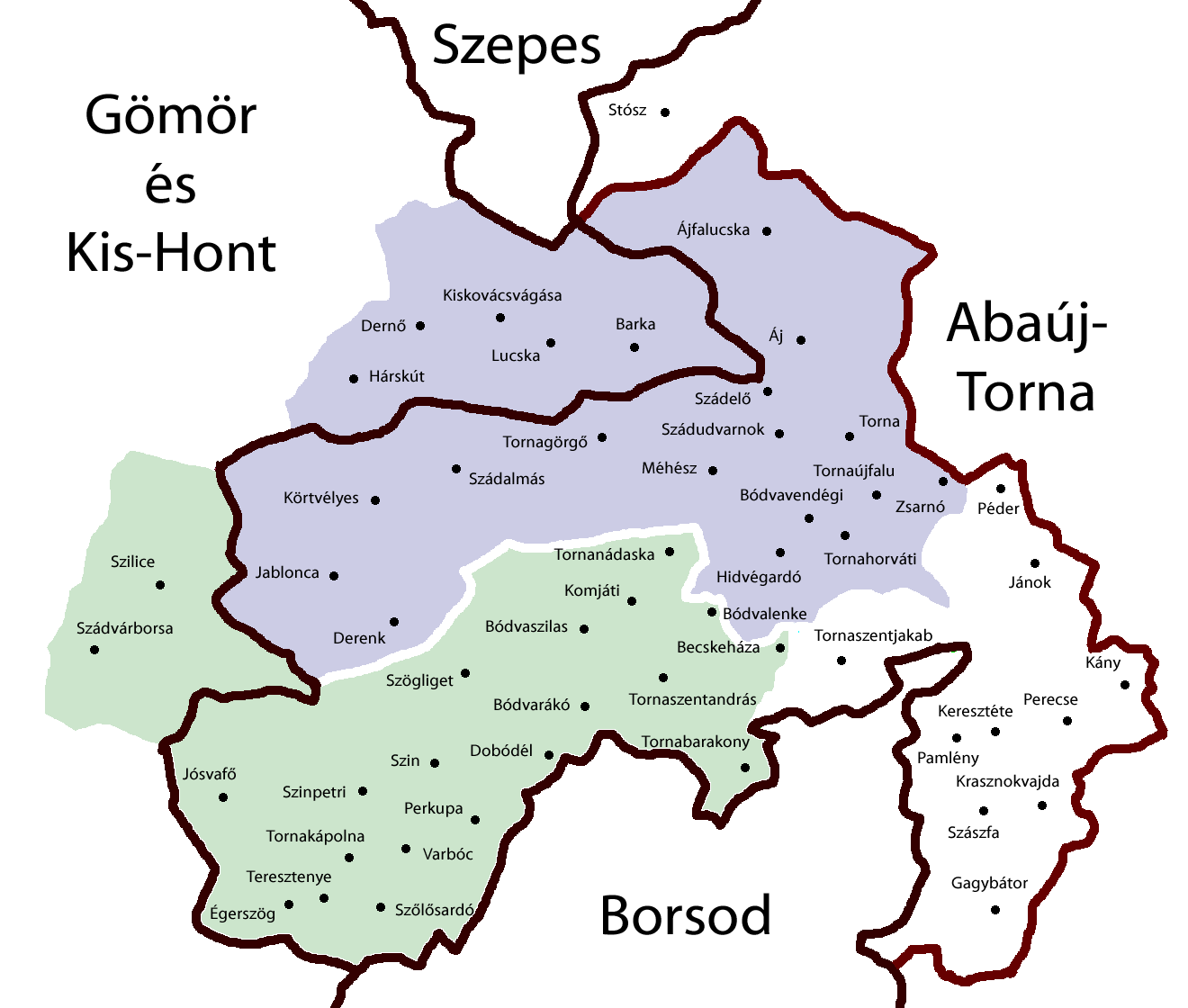
L'ancien comitat de Torna en 1914 au sein du comitat d'Abaúj-Torna
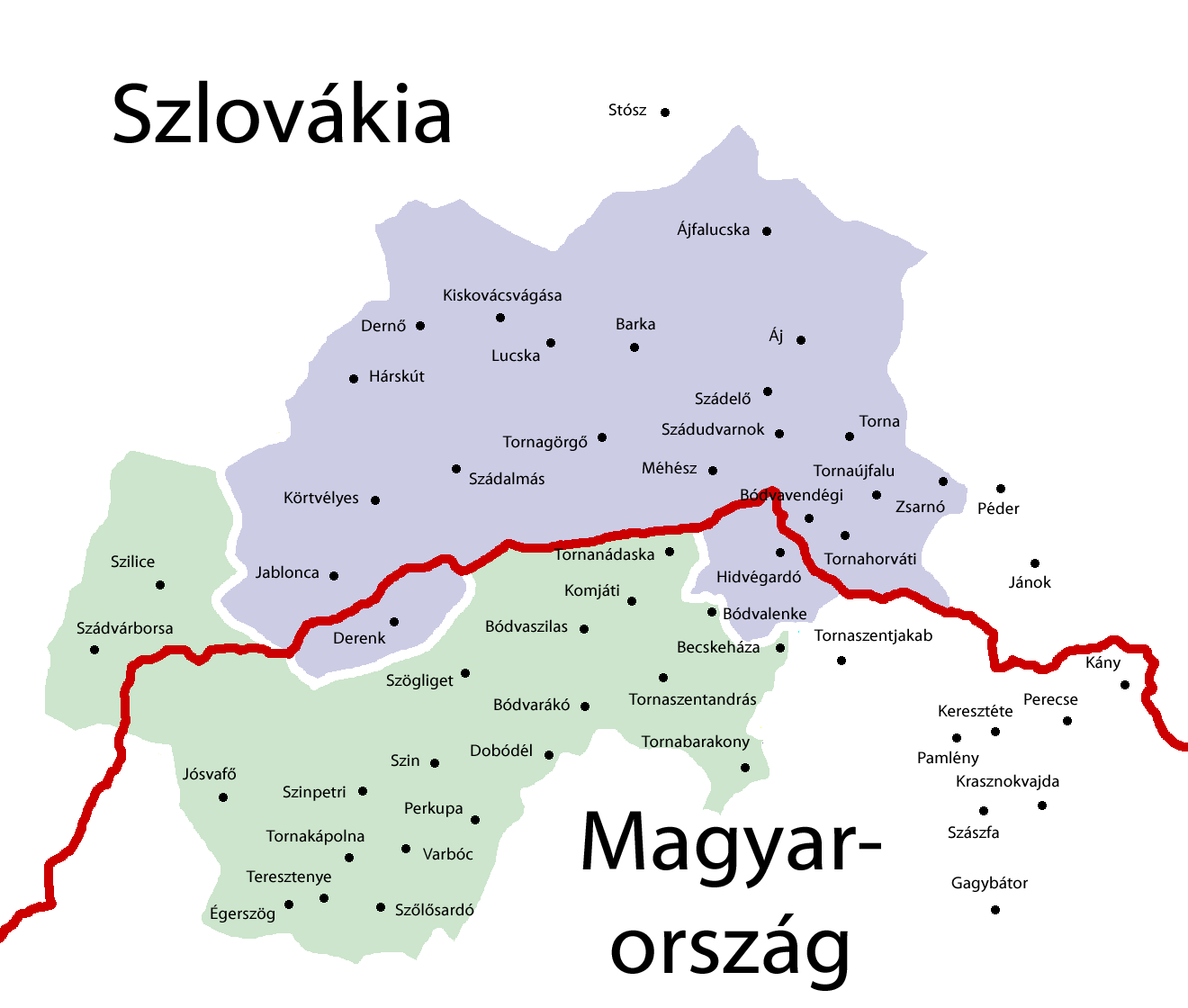
L'ancien comitat de Torna de nos jours

## Villes
| - Áj - Ájfalucska - Barka - Becskeháza - Bódvalenke - Bódvarákó - Bódvaszilas - Bódvavendégi - Derenk - Dernő - Dobódél - Égerszög - Hárskút - Hidvégardó | - Jablonca - Jósvafő - Kiskovácsvágása - Komjáti - Körtvélyes - Lucska - Méhész - Perkupa - Szádalmás - Szádelő - Szádudvarnok - Szádvárborsa - Szilice - Szin | - Szinpetri - Szögliget - Szőlősardó - Teresztenye - Torna - Tornabarakony - Tornagörgő - Tornahorváti - Tornakápolna - Tornanádaska - Tornaszentandrás - Tornaújfalu - Varbóc - Zsarnó |